# Петербургский цензурный комитет
Петербургский Цензу́рный комитет — комитет, созданный при Министерстве народного просвещения в Санкт-Петербурге.
В 1796 году Екатерина II приняла решение об учреждении института цензуры и, согласно последовавшему указу, были созданы «цензуры» — в Петербурге и Москве; затем — в Риге, Одессе и при Радзивиловской таможне. 
Структура и состав цензурных учреждений определялись уставами 1804, 1826, 1828 годов, штатами 1850, 1860, 1865 годов, «Временными правилами» 1905—1906 гг., а также рядом указов и частных постановлений по Министерствам народного просвещения и внутренних дел, касавшихся особенностей работы того или иного цензурного подразделения.
Первоначально число цензоров не превышало трёх человек. В 1826 году, с принятием нового цензурного устава, Петербургский комитет стал называться Главным цензурным комитетом. Он подчинялся министру народного просвещения и состоял из председателя и шести членов. Однако просуществовал он всего два года, поскольку уже в 1828 году появился следующий цензурный устав, в соответствии с которым Петербургский цензурный комитет, открывшийся 16 ноября 1828 года, состоял из пяти цензоров: трое были профессора университета (так называемые цензоры от университета) и двое — сторонние, просматривавшие периодические издания. Обязанности председателя комитета были возложены на попечителя Петербургского учебного округа. Подчинялся он Главному управлению цензуры.
С 1860 года попечители петербургского учебного округа перестали быть одновременно и председателями петербургского цензурного комитета. Председателем комитета был назначен Н. В. Медем; цензором — Ф. Ф. Веселаго.
В 1862 году в составе комитета появился военный цензор. В его обязанности входила цензура сочинений, в которых затрагивались вопросы, связанные с военной тематикой.
14 января 1863 года Петербургский цензурный комитет, вместе с остальными цензурными учреждениями, был передан из Министерства народного просвещения в Министерство внутренних дел; 31 мая 1863 года временно председательствующим был назначен М. Н. Турунов.
С 30 августа 1865 года председателем в течение 20 лет был А. Г. Петров. 1 сентября 1865 года, в связи с постоянно увеличивавшимися объемами печатной продукции, комитету было дано право нанимать чиновников за особое вознаграждение для просмотра книг, печатавшихся в Петербурге. Также в течение 20 лет, с 1 декабря 1872 по 2 марта 1892 года, был цензором М. М. Ведров.
С 26 января 1885 года по 25 января 1895 года должность председателя Петербургского цензурного комитета занимал прежний председатель московского комитета Е. А. Кожухов. После его смерти председателем был Смарагд Игнатьевич Коссович (1895—1898), затем — Н. В. Шаховской (1899) и А. А. Катенин (1899—1913).
В это период цензорами  в Петербургском комитете были И. П. Альбединский (с 1886), М. Н. Алфераки (с 1889).
В 1906 году Петербургский цензурный комитет был переименован в Петербургский комитет по делам печати.
26 июля 1911 года в состав Петербургского комитета вошел представитель от духовного ведомства, которому направлялись для просмотра и заключения все издания, имевшие отношение к вопросам веры, и сочинения церковного и канонического характера. 
С 1912 года в состав комитета вошли представители Военного и Морского министерств для просмотра изданий, в которых затрагивались вопросы военного характера, а в июне 1914 года с созданием Главной военно-цензурной комиссии, на некоторых членов Петербургского комитета были возложены обязанности военных цензоров. 
Должность председателя комиссии исполняли С. Е. Виссарионов (1913) и М. С. Вержбицкий (1914).
27 апреля 1917 года цензура в России была упразднена; Петербургский комитет по делам печати прекратил своё существование.